# Arroyo Aurora
El arroyo Aurora es un curso de agua uruguayo que atraviesa el departamento de Rivera perteneciente a la cuenca hidrográfica del Río Uruguay.
Nace en la cuchilla Negra, cerca del límite con Salto y Artigas, desemboca en el arroyo Lunarejo tras recorrer alrededor de 22 km.
- Datos: Q5705495